# Камдън (Охайо)
Вижте пояснителната страница за други значения на Камдън.
Камдън (на английски: Camden) е село в окръг Пребъл, Охайо, Съединените американски щати.
Намира се на 40 km западно от Дейтън. Населението му е 1988 души (по приблизителна оценка от юли 2017 г.).
В Камдън е роден писателят Шъруд Андерсън (1876 – 1941).